# Hubi, der Pinguin
Hubi, der Pinguin (Originaltitel: The Pebble and the Penguin) ist ein US-amerikanischer Zeichentrickfilm aus dem Jahr 1995. Regie führten Don Bluth und Gary Goldman.

## Handlung
Hubi ist ein schüchterner, tollpatschiger, aber gutherziger Pinguin, der in die schöne Marina verliebt ist. Sein Konkurrent ist der schöne, aber auch eitle und grausame Drake, der ihn deswegen schneidet. Eines Nachts unterhalten sich Hubi und Marina über ihre Gefühle zueinander. Hubi versucht, einen Kieselstein zu finden, damit er um ihre Hand anhalten kann. Als eine Sternschnuppe vorbeifliegt, wünscht er sich, dass seine Träume in Erfüllung gehen. Er erhält dafür einen wunderschönen Edelstein. Als er diesen Marina bringen will, wird er von Drake gestoppt, der ihm den Stein abluchsen will. Als Hubi sich weigert, ihm den Stein zu geben, schmeißt Drake ihn ins Wasser. Hubi entkommt gerade noch einem Seeleoparden und kann sich auf eine Scholle retten.
Hubi wird von einem Schiff gerettet, jedoch in einen Käfig gesperrt und soll zu einem Zoo transportiert werden. In seinem Gefängnis trifft er den harten, arroganten, aber auch gutherzigen Pinguin Rocko. In seinen Träumen erscheint ihm Marina, die sich in Gefahr befindet. Zusammen mit Rocky entkommt er vom Schiff. Am Strand erzählt ihm Rocko von seinem Traum, fliegen zu können. Hubi erfindet einen Freund namens Waldo, der fliegen könnte, um Rocko zurück in die Antarktis zu locken. Nach einer langen Reise, unterbrochen von diversen Streitigkeiten, kehren die beiden in die Antarktis zurück, wo Drake versucht, bei Marina zu landen, und sie unter Druck setzt. Wenn Marina nicht zustimmt, muss sie die Gemeinschaft verlassen. Rocko findet die Lüge von Hubi heraus. Als er jedoch Hubis Willen erkennt, zu Marina zurückzukehren, bleibt er doch an seiner Seite.
Auf ihrem Weg zu Marina werden sie von einem hungrigen Seeleoparden und Killerwalen angegriffen. Hubi verliert seinen Edelstein, kann aber entkommen, während Rocko verschwindet. Hubi befürchtet das Schlimmste.
Anschließend konfrontiert Hubi Drake und besiegt ihn in einem Kampf. Rocko, der die Attacke überlebt hat, gibt den Edelstein an Marina. Drake kommt zurück und versucht, die Sache zu Ende zu bringen. Dabei bringt er seinen Turm zum Einsturz. Während Hubi und Marina mit Rockos Hilfe den Trümmern ausweichen können, wird Drake jedoch von ihnen erwischt. Als sie dem Turm zu entkommen versuchen, gelingt es Rocko tatsächlich zu fliegen und die beiden zu retten. Er gibt den Edelstein weiter an Hubi. Marina nimmt den Edelstein an und die beiden werden ein Paar. Etwas später versucht Rocko, Marina und Hubis Kindern das Fliegen beizubringen.

## Synchronisation
In der US-amerikanischen Fassung waren die aus Saturday Night Live bekannten Stars James Belushi als Rocko und Martin Short als Hubi beteiligt. Unterstützt wurden sie durch Tim Curry als Drake.
| Figur    | Englisch Stimmen   | Deutsche Stimmen          |
| -------- | ------------------ | ------------------------- |
| Hubi     | Martin Short       | Stefan Krause             |
| Marina   | Annie Golden       | Alexandra Wilcke          |
| Rocko    | James Belushi      | Bernd Schramm             |
| Drake    | Tim Curry          | Engelbert von Nordhausen  |
| Erzähler | Shani Wallis       | Alexandra Lange           |
| Timmy    | Kendall Cunningham | Magdalena Turba           |
| Petra    | Alissa King        | Alexandra Mink            |
| Beany    | Michael Nunes      | Constantin von Jascheroff |

## Produktion
Nach dem großen Erfolg des Disney-Films Die Schöne und das Biest, der verschiedene Altersgruppen ansprach, fassten Don Bluth und Gary Goldman ebenfalls den Plan einen Zeichentrickfilm zu drehen, der vom Vorschüler bis zum verliebten Teenager alle Altersgruppen ansprach. Die Produktion begann im November 1991 und wurde durch Don Bluth Ireland Limited finanziert. Die Dreharbeiten begannen zunächst unter dem Arbeitstitel A Penguin Story (dt.: „Eine Pinguin-Geschichte“). Der Kinostart war zunächst für den Sommer 1994 angepeilt. Durch einige Schwierigkeiten bei der Produktion und um die Konkurrenz zu König der Löwen, Juniors freier Tag, Speed und Forrest Gump zu vermeiden, wurde der Kinostart auf April 1995 gelegt. Während der Produktion kam es zu massiven Problemen mit dem Hauptvertrieb Metro-Goldwyn-Mayer, der massive Veränderungen verlangte. Dadurch verzögerte sich die Animation und ein billiger produzierendes Studio in Ungarn wurde mit der Farbzeichnung beauftragt. Don Bluth und Gary Goldman waren so unzufrieden mit dem Film, dass sie die Produktion verließen und stattdessen halfen für 20th Century Fox das Fox Animation Studio aufzubauen. Sie zogen außerdem ihre Namen vom Film zurück, so dass der Credit für die Regie frei blieb.
An der Animation waren Künstler aus Irland, England und Ungarn beteiligt, darunter waren mindestens sieben Animatoren, darunter auch John Pomeroy. Um die Pinguine im Film zu zeichnen, wurden zunächst Schauspieler in Pinguin-Kostüme gesteckt und gefilmt. Anschließend wurden diese überzeichnet. Nur zwei Szenen sind computeranimiert, eine Gesangsszene auf dem Schiff und der Vorspann. Der Film basiert lose auf dem Paarungsverhalten der Adeliepinguine, die auch mit Steinen um die Weibchen werben. In zusammengelegten Steinhaufen legen diese Pinguine ihre Eier ab, die dann von den Männchen ausgebrütet werden. Wie bei vielen Pinguinarten bleibt ein einmal gefundenes Paar ein Leben lang zusammen. Für die Recherche besuchten die Animatoren unter anderem den Glasgow Zoo und SeaWorld in San Diego und ließen sich von Dokumentarfilmen inspirieren.

## Soundtrack
Die Songs für den Film wurden von Soul-Sänger Barry Manilow geschrieben, der auch schon bei Däumeline (1994) mit Don Bluth zusammenarbeitete. Die Filmmusik stammte von Mark Watters und wurde von dem The Irish Film Orchestra und dem Irish Chamber Choir eingespielt. Der Gesang wurde von den Synchronsprechern der einzelnen Rollen eingesungen. Ein Soundtrackalbum erschien am 11. April 1995. Ursprünglich hatte auch der barbische Sänger Geoffrey Holder ein Stück für den Film aufgenommen, dieses wurde jedoch nicht verwendet.
| # | Titel                         | Sänger                                                  |
| - | ----------------------------- | ------------------------------------------------------- |
| 1 | Now and Forever               | Hubie (Martin Short), Marina (Annie Golden) und weitere |
| 2 | Sometimes I Wonder            | Hubie                                                   |
| 3 | The Good Ship Misery          | diverse                                                 |
| 4 | Don’t Make Me Laugh           | Drake (Tim Curry)                                       |
| 5 | Sometimes I Wonder (Reprise)  | Marina                                                  |
| 6 | Looks Like I Got Me a Friend  | Hubie und Rocko (James Belushi)                         |
| 7 | Now and Forever (Finale)      | diverse                                                 |
| 8 | Now and Forever (End Credits) | Barry Manilow und Sheena Easton                         |

## Veröffentlichung
Der Film wurde am 11. April 1995 von Metro-Goldwyn-Mayer in Nordamerika veröffentlicht. In Australien wurde er von Hoyts vertrieben, während für den Rest der Welt Warner Bros. zuständig war. Als Vorfilm wurde der Kurzfilm Taxi-Panther verwendet, der auf einer gleichnamigen Episode der Zeichentrickserie Der rosarote Panther aus den 1990ern basiert.
In Deutschland erschien der Film am 15. Februar 1996 direkt auf Video, eine DVD-Fassung wurde am 2. November 2012 von 20th Century Fox veröffentlicht.

## Erfolg
Hubi, der Pinguin spielte in den Vereinigten Staaten gerade mal etwas weniger als vier Millionen US-Dollar ein und entwickelte sich damit zu einem ziemlichen Flop. Er verlor viele Besucher an den eine Woche vorher veröffentlichten Zeichentrickfilm Goofy – Der Film.

## Rezeption
Nicht nur an den Kinokassen enttäuschte der Film, auch die Filmkritiker ließen kein gutes Haar an dem Film. Auf Rotten Tomatoes wurde lediglich ein Tomatometer von 11 % registriert. Sowohl die altbackene Story als auch die hölzerne Animation, die 1995 nicht mehr dem Zeitgeist entsprach, wurden weitreichend kritisiert. Roger Ebert vergab lediglich zwei von vier Sternen und kritisierte vor allem die rassistische Farbgestaltung. So werden alle „guten“ Darsteller in hellen, weißen Farben dargestellt, während Drake, der böse Charakter und seltsamerweise ja auch ein Pinguin, sowie alle weiteren „bösen“ Charaktere in dunklen Farben dargestellt.

„Ein Pinguin legt beachtliche Entfernungen zurück und meistert allerlei Gefahren, um seiner Geliebten einen Kieselstein als Verlobungssymbol überreichen zu können. Altbacken in Form und Inhalt, langweilt dieser unambitionierte Zeichentrickfilm Jung und Alt.“